# English National Ballet
L'English National Ballet è una compagnia di danza classica fondata nel 1950 da Dame Alicia Markova e Sir Anton Dolin come London Festival Ballet e con sede a Markova House a Sud Kensington, Londra, Inghilterra. Mutò il suo nome in quello attuale nel 1988, per meglio indicare il suo ruolo di compagnia nazionale di balletto, e si munì di una scuola di formazione avanzata per giovani danzatori classici. Insieme con il Royal Ballet, il Birmingham Royal Ballet e lo Scottish Ballet, è una delle quattro principali compagnie di balletto in Gran Bretagna.
L'English National Ballet è una delle più importanti compagnie di tournée in Europa, esibendosi nei teatri di tutto il Regno Unito così come svolgendo tour internazionali ed esibendosi in occasione di eventi speciali. La compagnia impiega circa 67 ballerini e un'orchestra sinfonica, (English National Ballet Philharmonic) e c'è anche una scuola associata, l'English National Ballet School, che è indipendente dalla compagnia di danza. La società svolge regolarmente le sue stagioni al London Coliseum ed è apprezzata per aver appositamente allestito spettacoli alla Royal Albert Hall. Nel 2014 l'English National Ballet è diventata una società Associata del Sadler's Wells. Il Patrono dell'English National Ballet è SAR, Il Duca di York.

## Storia
L'English National Ballet fu fondato nel 1950 dalla coppia di danza britannica, Alicia Markova e Anton Dolin.
La Markova e Dolin erano grandi stelle dei Ballets Russes, una delle compagnie di danza più importanti del XX secolo. Dopo la morte del suo direttore Sergej Djagilev nel 1929, la Società fu sciolta e nel 1931, uno dei suoi ballerini, Ninette de Valois, fondò la Compagnia di Balletto Vic-Wells a Londra, con la Markova e Dolin come primi ballerini, Markova diventando Prima Ballerina nel 1933. Markova e Dolin lasciarono il Balletto Vic-Wells nel 1935 per andare in tour come Compagnia Markova-Dolin e dopo il successo delle loro performance, decisero di formare la propria compagnia con l'unico scopo quello di andare in tournée sia a livello nazionale che internazionale, portando la danza a un pubblico che non aveva avuto la possibilità di vedere questa forma d'arte.
Il London Festival Ballet fu fondato nel 1950 con il sostegno finanziario dell'impresario polacco Julian Braunsweg. Il nome era ispirato all'allora imminente Festival della Bretagna. Dolin è stato il primo direttore artistico della Compagnia e la costituì come un gruppo per tournée sia a livello nazionale nel Regno Unito che a livello internazionale, andando in tour all'estero per la prima volta nel 1951. Dolin introdusse anche una serie di programmi educativi nei primi anni, progettati per rendere accessibile il balletto ad un pubblico sempre nuovo. Dolin rimase come direttore artistico fino al 1962, seguito da John Gilpin, anche lui ballerino con la compagnia dal 1950-1960 e dal 1962 al 1971. La Società crebbe in dimensioni e stato, intraprendendo larghe tournée nazionali ed internazionali, presentando una nuova generazione di ballerini a tutto tondo, mentre fu più volte sull'orlo della bancarotta. Braunsweg lasciò nel 1965 e Donald Albery assunse l'incarico fino al 1968, stabilizzando il bilancio con una programmazione più certa. L'ex ballerina del Royal Ballet Beryl Grey, diresse l'azienda (ora chiamata London Festival Ballet) nel periodo 1968-1979, innalzando gli standard tecnici, andando in tour ampiamente e invitando importanti guest star e coreografi tra cui Léonide Massine e Rudolf Nureyev, che scoprì la ballerina Eva Evdokimova come sua prima principessa Aurora nella sua produzione de La bella addormentata nel 1975. Evdokimova a sua volta diventò la prima ballerina della Società sotto la guida di Grey e continuò a regnare (insieme a  Elisabetta Terabust), sotto i successivi direttori John Field e Peter Schaufuss.
Fu la Evdokimova che suggerì di cambiare il nome in English National Ballet in modo da riflettere il ruolo della Società come unica compagnia di danza classica della Gran Bretagna dedicata a balletti da tournée a livello nazionale ad un prezzo accessibile per il pubblico. Il cambio di nome fu attuato nel 1989.
Ivan Nagy (fino al 1993), Derek Deane (fino al 2001) e Matz Skoog (fino al 2006) diressero la compagnia prima di Wayne Eagling, ex capo del Balletto Nazionale Olandese, assunto nel 2006. Nel mese di aprile 2012, a seguito di un improvviso annuncio a febbraio, delle dimissioni di Eagling, la ballerina del The Royal Ballet Tamara Rojo fu annunciata come suo successore alla fine della stagione 2012, nel mese di agosto dello stesso anno.

## Ballerini italiani famosi
L'English National Ballet ha da sempre accolto nel suo organico artisti delle più diverse nazionalità, e molti sono stati negli anni i talenti italiani applauditi in Inghilterra.
Tra questi l'ospite scaligero  Roberto Bolle,  l'étoile internazionale Elisabetta Terabust, Renata Calderini e Maurizio Bellezza dalla Scala di Milano, Raffaele Paganini e Lucia Truglia provenienti dal Teatro dell'Opera di Roma, Ambra Vallo e Giuseppe Picone da Napoli,  Alessandro Molin dall'Aterballetto, Laura Contardi da Piacenza, Monica Perego dalla Royal Ballet School.

## Direttori artistici
| Nome            | Periodo   |
| --------------- | --------- |
| Anton Dolin     | 1950–1962 |
| John Gilpin     | 1962–1968 |
| Beryl Grey      | 1968–1979 |
| John Field      | 1979–1984 |
| Peter Schaufuss | 1984–1990 |
| Ivan Nagy       | 1990–1993 |
| Derek Deane     | 1993–2001 |
| Matz Skoog      | 2001–2006 |
| Wayne Eagling   | 2006–2012 |
| Tamara Rojo     | 2012–2022 |
| Aaron S. Watkin | 2023–     |

## Danzatori
I danzatori della compagnia sono elencati nel sito web ufficiale, con fotografie e le biografie collegate.

### Direttori principali
| Nome              | Nazionalità | Istruzione | Ingaggiato da ENB | Grado                                       | Altre Compagnie                         |
| ----------------- | ----------- | --- | ----------------- | ------------------------------------------- | --------------------------------------- |
| Alina Cojocaru    | Romania     | Kiev Ballet School Royal Ballet School                                                                        | 2013              | Conduttore Principale                       | Royal Ballet Kiev Ballet Hamburg Ballet |
| Dmitri Gruzdyev   | Russia      | Vaganova Ballet Academy                                                                                       | 1993              | Conduttore Principale                       | Kirov Ballet                            |
| Fernanda Oliveira | Brasile     | Centro de Dança, Rio de Janeiro Royal Ballet School                                                           | 2000              | Conduttore Principale                       | Chilean National Ballet                 |
| Tamara Rojo       | Spagna      | Victor Ullate School of Dance Bachelor's degree and Master in performing arts from Rey Juan Carlos University | 2012              | Conduttore Principale e Direttore artistico | Royal Ballet English National Ballet    |
| Erina Takahashi   | Giappone    | Kushiro Ballet Academy English National Ballet School                                                         | 1996              | Conduttore Principale                       |                                         |

### Principali
| Nome           | Nazionalità | Formazione                                                | Ingaggiato da ENB | Grado      | Altre compagnie       |
| -------------- | ----------- | --------------------------------------------------------- | ----------------- | ---------- | --------------------- |
| Yonah Acosta   | Regno Unito | Cuban National Ballet School                              | 2011              | Principale |                       |
| Begoña Cao     | Regno Unito | Arts Educational School Royal Ballet School               | 1997              | Principale |                       |
| Aroniel Vargas | Cuba        | Cuban National Ballet School Laura Alonso & Ivan Montreal | 2004              | Principale | Royal Winnipeg Ballet |

### Artisti ospiti
Da maggio 2014, gli artisti ospiti sono: Carlos Acosta, Vadim Muntagirov, Friedemann Vogel, e Alban Lendorf.

### Artisti caratteristi
- Jane Haworth

### Prim solisti
- Crystal Costa
- Adela Ramirez
- Fabian Reimair
- Lauretta Summerscales

### Solisti
- Désirée Ballantyne

- Fernando Bufala

- James Forbat

### Solisti junior
- Kei Akahoshi
- Senri Kou
- Max Westwell

- Daniel Kraus
- Laurent Liotardo
- Anton Lukovkin

- Juan Rodriguez
- Junor Souza
- James Streeter

### Primi artisti
- Van Le Ngoc
- Makoto Nakamura

- Tamarin Stott